# Bad Urach
Bad Urach (nemška izgovarjava: [baːt ˈuːʁax]) je mesto v okrožju Reutlingen, nemška zvezna dežela Baden-Württemberg, Nemčija. Leži 14 km vzhodno od Reutlingena, ob vznožju Švabskih Alp (Swabian Alb) in je znana po zdravilišču in terapevtski kopeli.

## Zgodovina
V zgodnji kameni dobi so bile Alb že poseljene, več jam na tem območju pa priča o tem, da so prebivalcem nudile zavetje.
V obdobju Alemanov je imel Bad Urach pomemben grad. Grad Hohenurach je bil zaradi svoje odlične lokacije na hribu nad dolino Erms zgrajen okoli leta 1025. V srednjem veku je Bad Urach (takrat znan le kot Urach) postal središče moči. Grad je v poznem srednjem veku postal državni zapor; pesnik Philipp Nikodemus Frischlin je umrl leta 1590, ko je poskušal pobegniti čez obzidje. V 18. stoletju so meščani trdnjavo zravnali z zemljo.
Okoli leta 1260 je Urach postal del Württemberga. Skoraj 100 let pozneje, v času, ko je bil Württemberg razdeljen, je bil južni del regije upravljan iz Uracha, tako imenovane »skrivne prestolnice«, ki je bila od leta 1442 do 1482 dom vojvod Württemberških. Grof Eberhard I. Württemberški, tudi Bradati, se je tu rodil leta 1445 in se je tja pogosto vračal skozi vse življenje. V naslednjih nekaj stoletjih je mesto cvetelo in postalo središče tkanja. Med vojnami se je izognil resni škodi in tako ostaja v odličnem zgodovinskem stanju. V letih 1561 do 1565 je inštitut v Urachu izdelal 30.000 biblij in jih tihotapil. Leta 1867 je bil bratranec kralja Württemberškega imenovan za vojvodo Uraškega, vendar je živel 21 kilometrov stran na gradu Lichtenstein.
Od leta 1985 je mesto nacionalno priznano zdraviliško mesto.

## Geografija
Naslednja mesta mejijo na Urach in so tudi del okrožja Reutlingen. V smeri urinega kazalca od severa so: Hülben, Grabenstetten, Römerstein, Gutsbezirk Münsingen, Münsingen, St. Johann in Dettingen an der Erms.
Bad Urach sestavljajo okraji Hengen (687,01 ha; 854 prebivalcev, 31. decembra 2005), Seeburg (220,65 ha; 302 prebivalcev), Sirchingen (481,78 ha; 1031 prebivalcev), Bad Urach (2.797, 28 ha; 9 in 89 ha) Wittlingen (1362,24 ha; 1112 prebivalcev). Z izjemo okrožja Bad Urach soseske tvorijo istočasno vasi v smislu občinskega zakonika Baden-Württemberg.

### Vulkansko območje Urach
Pred nekaj milijoni let je bilo območje aktivno vulkansko.
Zaradi anomalije v podzemlju ima mesto termalni izvir z vodo toplo 61 °C. Izvir je bil razvit za zdravilišče in mineralne terme.
V začetku 21. stoletja se je začel izvajati geotermalni projekt za razvoj proizvodnje električne energije in ogrevanja v mestu. Projekt je leta 2004 propadel zaradi nezadostnih finančnih sredstev.

## Znamenitosti
Bad Urach ima poznosrednjeveški trg z mestno hišo in pollesene predalčne hiše iz 15. in 16. stoletja.
Residenzschloss (Grajska rezidenca), stanovanjski dom grofov Württemberg-Urach, kjer se je rodil Eberhard Bradati, vsebuje sobe, ki izvirajo iz gotskega, renesančnega in baročnega obdobja. Goldener Saal (Zlata dvorana), ena najlepših nemških renesančnih sob, je še posebej vredna ogleda.
Cerkev svetega Amandusa je iz leta 1477 in je bila zgrajena v gotskem slogu za Eberharda Bradatega. Njegov razkošen molitveni pult je iz leta 1472. Prižnica je okrašena s figurami svetnikov in cerkvenih očetov in velja za pomemben del nemškega kamnoseštva. Krstilnik iz leta 1518 je delo kiparja Christopha von Uracha.
Zanimive so tudi ruševine starega gradu (Schloss Hohenurach) in slap (Uracher Wasserfall) na pohodniški poti do njega. Okrogla gora (Runder Berg), nekdanji vulkan, je arheološko zanimiv in prikazuje stari alemanski grad.

## Uprava
Bad Urach ima okrožno sodišče, ki pripada Landgerichtsbezirk Tübingen in Oberlandesgerichtsbezirk Stuttgart. Poleg tega ima Bad Urach davčni urad (Finanzamt) in s kliniko Ermstal.
Mesto je tudi dom Kirchenbezirk Bad Urach evangeličansko-luteranske cerkve v Württembergu.

## Turizem
Bad Urach ima daleč v 19. stoletje segajočo tradicijo v turizmu in izvaja predikat zdravilišča in spa. Uspešno vrtanje mineralne termalne vode in njen razvoj sta leta 1983 pripeljala do priznanja zdravilišča, ki je po podatkih Statističnega urada Baden-Württemberga za Bad Urach leta 2012 imela 367.344 nočitev.

## Znani prebivalci
- Gottfried von Neifen (začetek 13. stoletja do – ok. 1255), Minnesinger – pesnik ljubezenskih pesmi
- Eberhard Bradati (1445–1496), prvi vojvoda Württemberški
- Krištof (1515–1568), četrti vojvoda Württemberški
- Hans Ungnad von Weißenwolff, Freiherr von Sonneck, Hans III. (1493–1564) Tiskar Svetega pisma in tihotapec[3]
- Daniel Hauff (1629–1665), pravni zagovornik med procesi čarovnic
- Max Friz (1883–1966), eden od treh mož, odgovornih za ustanovitev BMW-ja
- Georg Joos (1894–1959), nemški fizik
- Jan Traub (1993), nekdanji fizik, zdravnik
- Reinhard Breymayer (rojen 1944), filolog

## Galerija
- Urach, 1912
- Mojzes na krstni kamen v cerkvi sv. Amandusa
- Korne klopi v cerkvi sv. Amandusa
- Uracher Wasserfall, 2003
- Pogled na Urach, posnet z gradu